# Elvira von Toro
Elvira von Toro, auch Elvira von León oder Elvira Fernández genannt, († November 1099) war eine spanische Infanta aus dem Haus Jiménez im 11. Jahrhundert.

## Leben

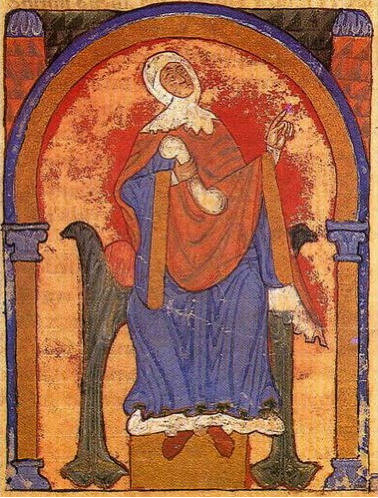
Elvira von Toro dargestellt in einer Miniatur aus dem 12. Jahrhundert. Archivo de la Catedral de Santiago, Tumbo A.

Elvira war eines von fünf Kindern des Königs Ferdinand I. von León-Kastilien und der Sancha von León. Laut der Chronicon Regum Legionensium war sie das fünfte, laut der Historia Silense das dritte Kind. Ihre Geschwister waren Urraca, Sancho II., Alfons VI. und García.
Kurz vor seinem Tod 1065 vereinbarte Ferdinand I. eine Teilung seines Herrschaftsterritoriums unter seinen Kindern. Während die Söhne mit Königreichen bedacht wurden, erhielten Urraca die Stadt Zamora und Elvira die Stadt Toro als eigene Herrschaften. In einer Schenkung an das Bistum Santiago de Compostela vom 10. Dezember 1068 nennt Elvira sich „Königin“ (Geluira regina). Offenbar reklamierte sie für sich wie ihre Schwester königliche Würden. Im Kampf ihrer Brüder um das väterliche Gesamterbe, aus dem Alfons VI. 1073 siegreich hervorging, spielte sie keine bedeutende Rolle.
Am 14. März 1099 tritt sie letztmals als urkundliche Zeugin in einer Schenkung ihres Bruders an die Abtei San Pedro von Eslonza auf. Am 13. November 1099 traf sie auf dem Sterbebett letzte Verfügungen, die unter anderem eine Schenkung an das Bistum Santiago de Compostela beinhalteten. Wenige Tage darauf muss sie gestorben sein; bestattet wurde sie in der Abtei San Isidoro in León.